# Lavigny (Jura)
Lavigny település Franciaországban, Jura megyében. Lakosainak száma 383 fő (2022. január 1.). Lavigny Voiteur, Baume-les-Messieurs, Le Louverot, Montain, Nevy-sur-Seille, Pannessières, Le Pin és Le Vernois községekkel határos.

## Népesség
A település népességének változása:
| Lakosok száma | 308  | 401  | 373  | 364  | 373  | 374  | 378  | 385  | 384  | 383  |
|               | 1968 | 1982 | 1990 | 2006 | 2013 | 2015 | 2017 | 2019 | 2020 | 2022 |